# Espíritu de triunfo (película)
Espíritu de triunfo es un largometraje mexicano, que muestra tres historias inspiradas en hechos reales, mismas que coinciden con la historia del equipo del Club Santos Laguna.
La cinta llegó a las salas de los cines el 7 de diciembre del 2012. La película es protagonizada por Eric del Castillo, Alejandro de la Madrid, Víctor Civeira y Giovanna Acha.

## Argumento
Tres hombres: Luisillo, un joven talentoso que aspira a jugar futbol de manera profesional; Álvaro, quien es directivo de un equipo de primera división y mantiene una enfermedad en secreto, y David, un obrero desempleado que ha caído en la depresión y que ha descuidado a su familia. Su vida cambiará cuando "El Profe", un enigmático taxista, aparece en sus vidas, quien les brindará apoyo y les demostrará que la vida está llena de oportunidades.

## Participaciones especiales
- Edson Arantes do Nascimento "Pelé"
- Oswaldo Sánchez
- Jorge Iván Estrada
- Juan Pablo Rodríguez
- Vicente Matías Vuoso
- Daniel Ludueña